# Hamilton Sabot
Hamilton Sabot (nacido el 31 de mayo de 1987 en Cagnes-sur-Mer (Alpes-Maritimes)) es una gimnasta francés. Él compitió para el equipo nacional en los Juegos Olímpicos de Londres 2012 en el equipo masculino de gimnasia artística all-around. Ganó la medalla de bronce en las barras paralelas en los mencionados Juegos Olímpicos.
El 1 de enero de 2013, Sabot ha sido nombrado Caballero (Chevalier) de la French National Order of Merit (Orden Nacional del Mérito francés).